# 田名部淳一
田名部 淳一（たなぶ じゅんいち、1974年4月24日 - ）は、青森県出身の元プロバスケットボール選手である。

## 来歴
北陸高から中央大学を経て、東芝に入社。
2000年、日本初のプロバスケットボールチーム、新潟アルビレックスBBに移籍。
2001年退団。

## 経歴
- 北陸高 - 拓殖大学 - 東芝 - 新潟アルビレックス

## 日本代表歴
- 1997ユニバーシアード